# Gunnar Ek
För sångaren och musikern Gunnar Ek (1914–1974), se Gunnar Landgren (sångare)
Fritz Gunnar Rudolf Ek, född 21 juni 1900 i Asarum i Blekinge, död 21 juni 1981 i Lund, var en  svensk kompositör, organist och violoncellist, sonson till Johan Gustaf Ek.
Ek var anställd som förste cellist vid SF-orkestern 1928–1937 efter utbildning vid Musikkonservatoriet i Stockholm åren 1920–1926. Efter tio år som orkestercellist i Stockholm kom han 1942 som organist till Lund.
Hans kompositionsstil är polyfon med drag av svensk folkmusik. Till hans arbeten hör tre symfonier, en pianokonsert samt kyrkliga körverk och orgelstycken.

## Filmografi (urval)
- 1949 – Janne Vängman på nya äventyr - organisten
- 1948 – Janne Vängmans bravader - organist
- 1934 – Sången till henne - pianisten